# Вельо, Карлос
 Карлос Хосе Вельо  (исп. Carlos José Veglio; 27 августа 1946, Буэнос-Айрес, Аргентина) — аргентинский футболист, выступавший на позиции нападающего.

## Игровая карьера
Начал свою профессиональную карьеру в 1964 году в клубе «Депортиво Эспаньол» выступавший в Дивизионе B. В 1966 году клуб заслужил право выступать в Премьере.
В 1968 году перешёл в клуб «Сан-Лоренсо». В первый год помог клубу выиграть Метрополитано, не проиграв не одного матча, «Сан-Лоренсо» стал первым клубом выигравшим титул не уступившим ни в одном матче.
В 1972 году помог команде выиграть оба чемпионских титула года, на этот раз без проигрышей был выигран Насьональ.
Карлос выиграл четвёртый титул в 1974 году, одержав со своей командой победу в чемпионате Насьональ. Вельо является одним из пяти футболистов, таких как Серхио Виллар, Викторио Кокко, Роберто Тельч и Агустин Ируста.
В 1976 году становится игроком клуба «Бока Хуниорс» с которым выиграл 5 титулов. В 1976 году с «Бока Хуниорс» выиграл Метрополитано и Насьональ, в 1977 и 1978 Кубок Либертадорес и Межконтинентальный кубок в 1977. В 1979 году был отдан в аренду «Универсидад лос Андес» из Венесуэлы, но через год вернулся обратно в «Боку».
В 1981 году выступал за мексиканском «Леоне» и парагвайский «Серро Портеньо». В 1982 году вернулся в Аргентину в клуб «Химнасия Хухуй» где завершил карьеру.

## Тренерская карьера
После завершения карьеры игрока стал тренером. Работал в клубах «Бока Хуниорс» и «Атлетико Мадрид» ассистируя Карлосу Бьянки.

## Достижения
- Победитель Метрополитано (3): 1968, 1972, 1976
- Победитель Насьональ (3): 1972, 1974, 1976
- Победитель Кубок Либертадорес (2): 1977, 1978
- Победитель Межконтинентального кубка (1): 1977